# 克钦独立组织
克钦独立组织（简称KIO）是缅甸的一个克钦族（景颇族）政治组织，在1960年代至90年代有效地控制了克钦邦（不包括主要城市和铁路），直到1994年与缅甸政府停火 。KIO成立于1961年2月5日，其首任领袖为藻森(Zau Seng)，首任副领袖为藻杜(Zau Tu)，首任秘书长为拉马拉林(Lama La Ring)。

## 歷史沿革
1994年的停火止住了克钦族与缅族的更大冲突，但没有解决其衝突根源。KIO继续对克钦邦的大部分地区施加影响，与缅甸政府的政治和族群关系仍然紧张。
KIO在克钦邦维持了一个缅甸法律外的官僚体系，并且拥有对克钦邦与中国接壤边境地区的独家控制权。在这个领土内，KIO设有警察部门，消防队，教育系统，移民部门和其他自治机构。
KIO总部位于能够俯瞰边境小镇拉咱的山丘上，人口约为7,500人。总部于2005年搬迁至此。之前的总部位于较高海拔的芭蕉。
KIO在与中国的边境口岸征收税款，并在克钦邦境内从事各种商业交易，通常涉及开采玉石，木材和黄金等自然资源。由于与腐敗的缅甸政府有业务往来，部分KIO的领导人也捲入了貪腐醜聞。
2002年，KIO开始了一项宏大的消滅鸦片、禁毒计划，得到了国际观察员的认可。KIO的军事部队是克钦独立军（KIA）。在克钦邦驻扎有6个旅，掸邦北部还有一个旅，此外还有一个机动队。克钦独立军还在首府拉咱附近设有克钦軍事學院(Kachin military academy)和军官培训学校。